# Wijnbergenvapenboken

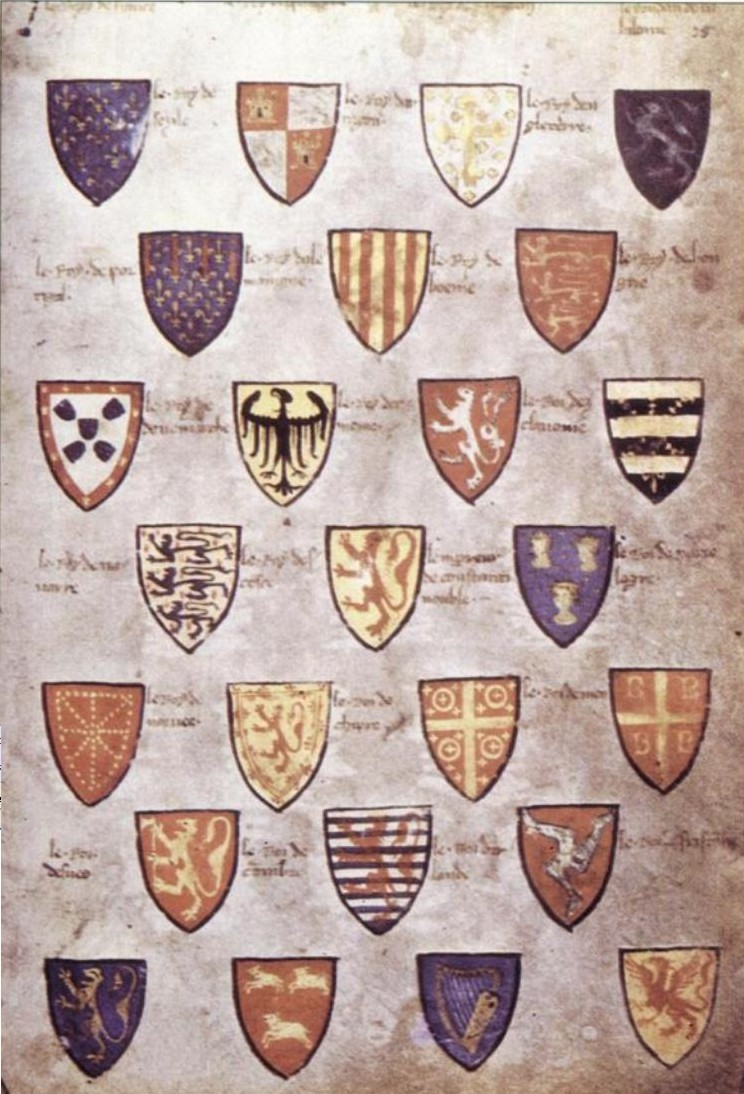
Sida ur Wijnbergenvapenboken.

Wijnbergenvapenboken eller Armorial Wijnbergen är en fransk vapenbok i två delar från 1200-talet. Det är den äldsta vapenboken från Frankrike och den första vapenbok som avbildar Sveriges riksvapen.
Den första delen innehåller 256 heraldiska vapen och den andra delen 1 056.